# Травин, Дмитрий Олегович
Дмитрий Олегович Травин (укр. Дмитро Олегович Травін; 28 декабря 1970) — советский и российский футболист, выступавший на позиции полузащитника и нападающего.

## Биография
Дмитрий — воспитанник калининградской «Балтики». Футбольную карьеру начал в составе любительского клуба «Искра» (Калининград), впоследствии выступал за «Балтику-2». В 1988 году попал в заявку первой команды калининградского клуба, на тот момент выступавшего во второй лиге, где сыграл 8 матчей. С 1989 по 1990 годы защищал цвета любительского клуба КВИУИВ (Калининград). В 1991 и 1992 годах играл за «Балтику», проведя между первым и вторыми выступлением за команду восемь матчей в составе любительского калининградского клуба «СКА-Балтика». C 1993 по 1994 год выступал в составе другой любительской команды из Калининграда, «Вест».
Накануне старта сезона 1994/95 перешёл в шепетовский «Темп». Дебютировал в составе клуба 22 июля 1994 года, домашним матчем высшей лиги против винницкой «Нивы». Единственным голом отличился 19 августа 1994, забив на 37-й минуте победного (4:0) домашнего матча высшей лиги против запорожского «Металлурга». В составе «Темпа» в чемпионате Украины сыграл 24 матча и отметился 1 голом, ещё 4 поединка провёл в Кубке Украины. В 1995 году переехал в Беларусь, где выступал за клуб «Бобруйск». После расформирования команды переехал в соседнюю Латвию, где в 1996 году выступал в рижских клубах «Университате» и «Юрниекс».
В 1998 году вернулся в Россию, где играл за команды из второй лиги. Сначала выступал в «Сибиряке» Братск, но по ходу сезона перешёл в омское «Динамо». Через год после перерыва без футбола подписал контракт с клубом «Океан» (Находка). Спустя два сезона стал реже выходить на поле, а потом и вовсе потерял место в составе, из-за чего завершил карьеру профессионального футболиста. С 2002 по 2008 год выступал в любительских клубах «Нефтяник» (Ноглики) и «Портовик-Энергия» (Холмск).